# Sonnefeld

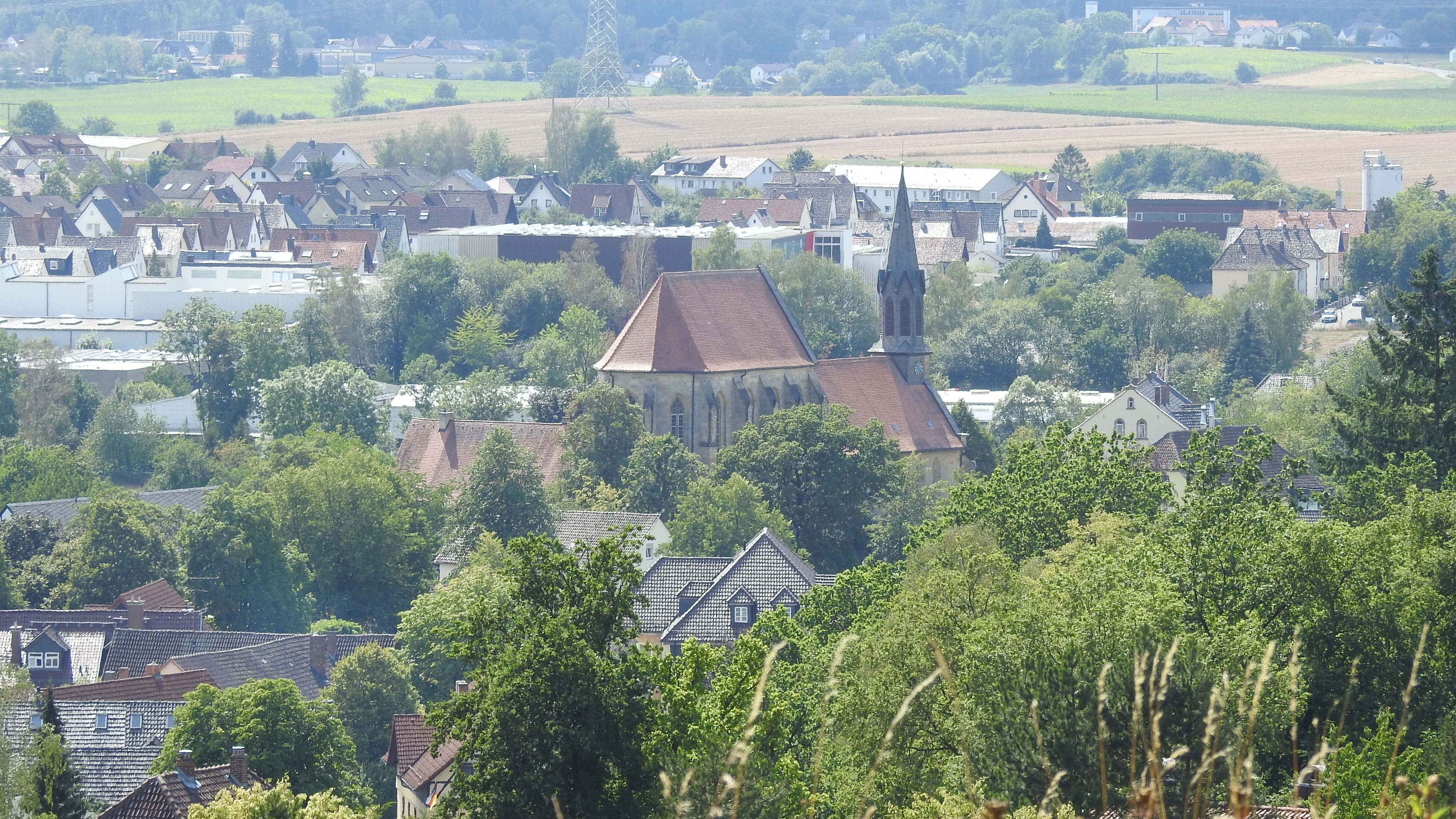
Sonnefeld von Nordosten

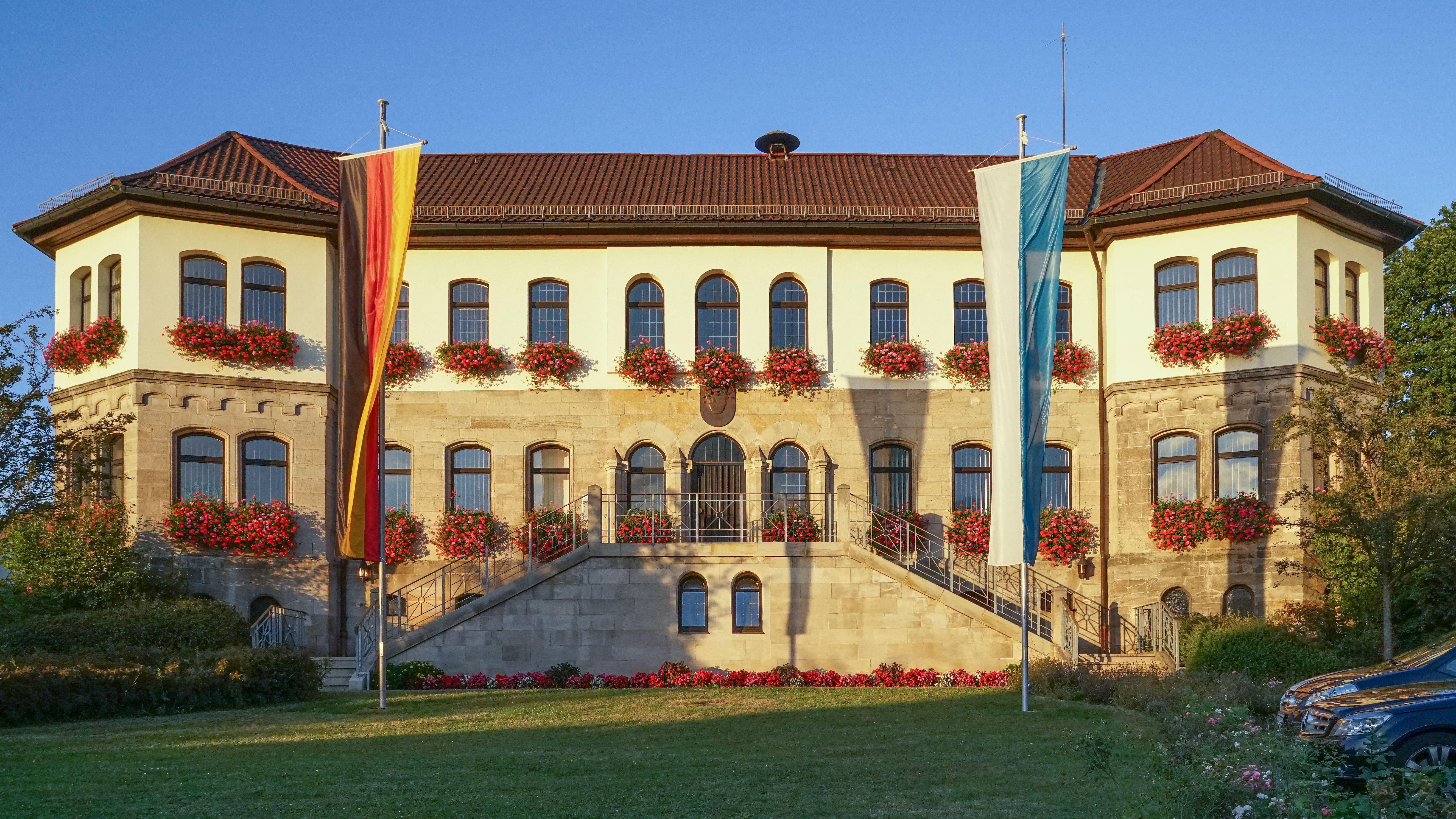
Das Sonnefelder Rathaus

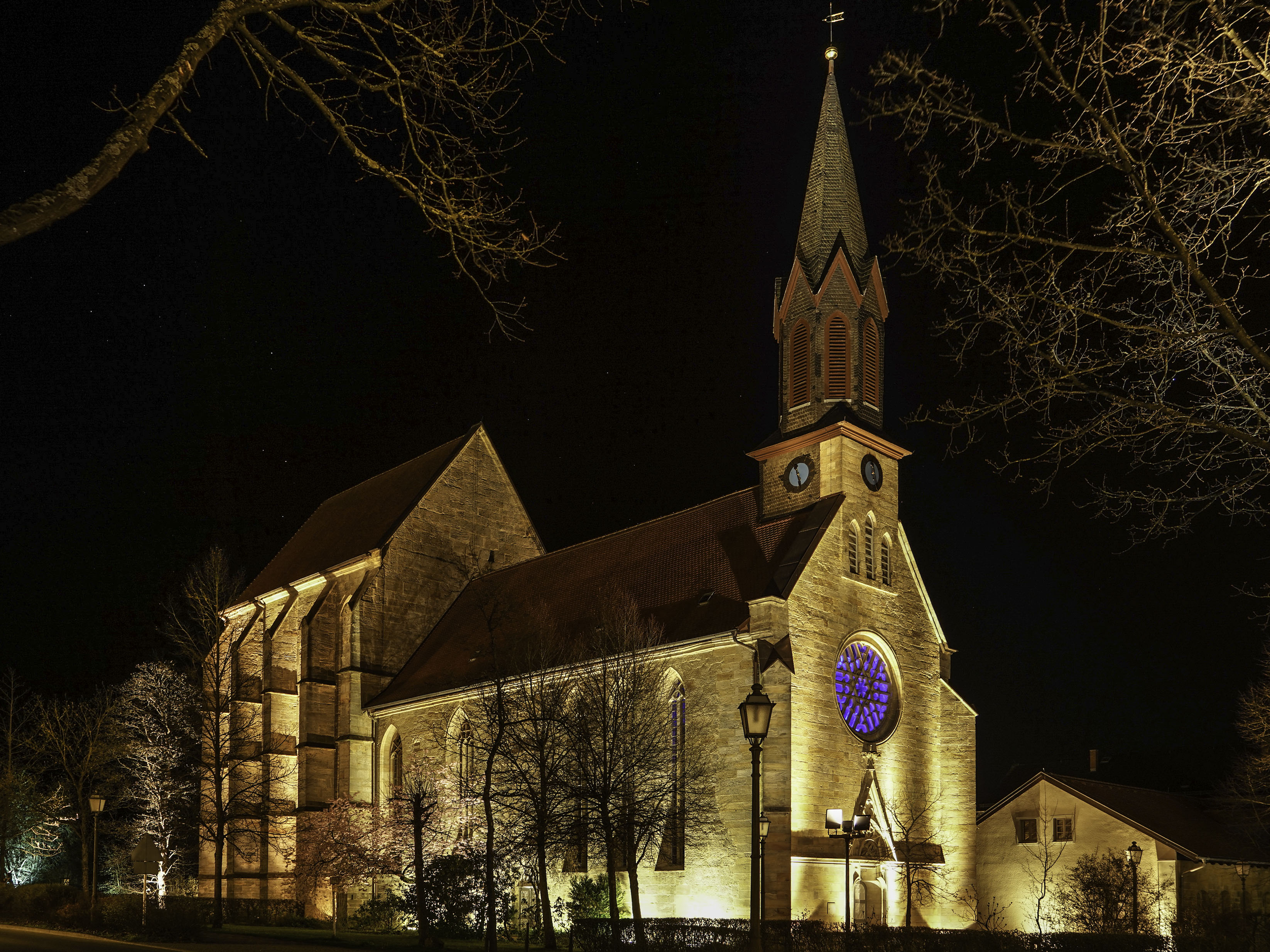
Die Klosterkirche

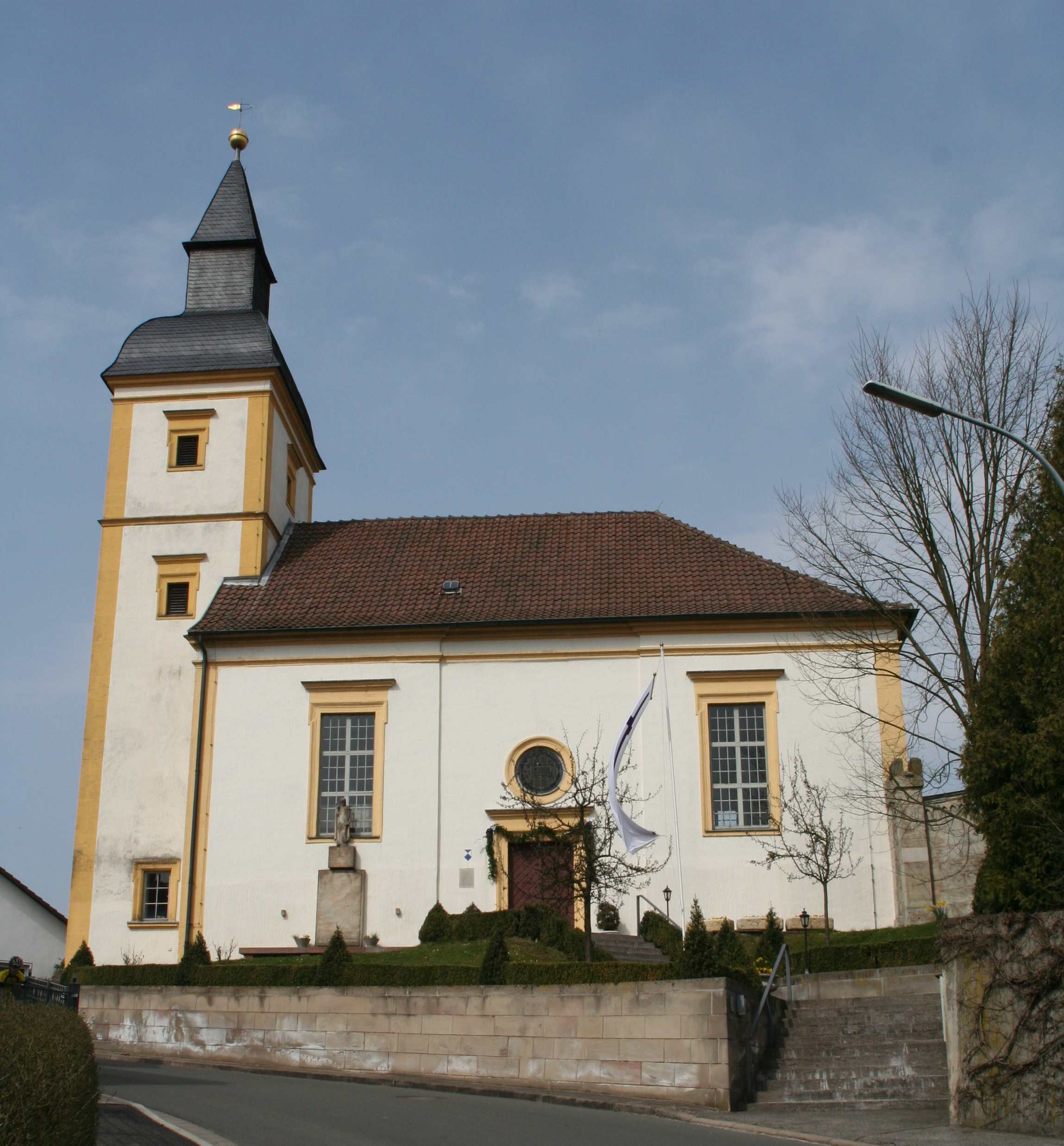
Schlosskirche in Hassenberg

Sonnefeld ist eine Gemeinde im oberfränkischen Landkreis Coburg.

## Geografie

### Geografische Lage
Sonnefeld liegt am Südrand des Thüringer Waldes an der B 303 auf halber Strecke zwischen Coburg und Kronach.

### Gemeindegliederung
Es gibt elf Gemeindeteile (in Klammern ist der Siedlungstyp angegeben):
- Bieberbach (Dorf)
- Firmelsdorf (Dorf)
- Gestungshausen (Pfarrdorf)
- Hassenberg (Pfarrdorf)
- Neuses am Brand (Dorf)
- Oberwasungen (Dorf)
- Sonnefeld (Industrieort)
- Weickenbach (Weiler)
- Weischau (Dorf)
- Wörlsdorf (Dorf)
- Zedersdorf (Dorf)

## Geschichte

### Bis zum Wechsel nach Bayern
Die urkundliche Ersterwähnung Sonnefelds erfolgte 1252 als „Hofstädten“. Im Jahr 1260 wurde das Zisterzienserkloster „campus solis“ durch Heinrich II. von Sonneberg gegründet und in der Nähe des Dorfes Ebersdorf errichtet. Es wurde 25 Jahre später durch einen Brand zerstört und in der Nähe des Ortes Hofstädten wieder aufgebaut. 1299 kamen die bisher bambergischen Dörfer Weidhausen und Trübenbach durch Tausch zum Kloster Sonnefeld. Im Jahre 1526 wurde das Kloster infolge der Reformation aufgelöst. Das Amt Sonnefeld kam 1705 zu Sachsen-Hildburghausen. 1769 wurde die Klosterkirche umgebaut. 1826 gelangte das Amt Sonnefeld wieder zum Herzogtum Sachsen-Coburg. Am 1. Mai 1851 gründete Kantor Karl Herold das Kinderfest. Am 23. Juni 1889 erhielten der Klosterbezirk Sonnefeld und der benachbarte Marktflecken Hofstädten den gemeinsamen Ortsnamen Sonnefeld. Im gleichen Jahr wurde das Kriegerdenkmal auf dem Marktplatz enthüllt und 1901 die erste Eisenbahnlinie eröffnet. In einer Volksbefragung am 30. November 1919 stimmten 15 Sonnefelder Bürger für den Beitritt des Freistaates Coburg zum thüringischen Staat und 436 dagegen. Am 1. Juli 1920 erfolgte dann der Anschluss des Freistaates Coburg an Bayern.

### 20. und 21. Jahrhundert
Während vor dem Zweiten Weltkrieg 1400 Einwohner gezählt wurden, hatte sich ihre Zahl im Jahre 1966 mit 2782 fast verdoppelt; sie lebten in 980 Haushalten und 556 Häusern. 2019 hatte der Kernort 2722 Einwohner. Zum Stichtag 31. Dezember 2021 hatte die Gemeinde 4576 Einwohner.

### Neu-Sonnefeld
Im Jahre 1925 bezog die religiöse Siedlungskommune „Neu-Sonnefeld“ (Quäker) ein Haus mit einem Gartenbaubetrieb, einem Kinderheim und einem Verlag. Die Kommunarden lebten in Gütergemeinschaft und ohne Privatbesitz. Gründer war Hans Klassen, der aber 1928 das Haus verließ, womit sich viele Züge auflösten. Das Kinderheim wurde 1934 im NS-Staat verboten, die Siedlung bestand weiter und wurde 1945 reprivatisiert.

### Eingemeindungen
| Ehemalige Gemeinde | Einwohner (1970) | Datum      | Anmerkung                         |
| ------------------ | ---------------- | ---------- | --------------------------------- |
| Bieberbach         | 144              | 01.07.1969 |                                   |
| Gestungshausen     | 795              | 01.01.1972 |                                   |
| Hassenberg         | 798              | 01.01.1972 |                                   |
| Neuses am Brand    | 168              | 01.07.1971 |                                   |
| Oberwasungen       | 078              | 01.07.1970 |                                   |
| Weickenbach        | 034              | 01.07.1967 | Eingemeindung nach Gestungshausen |
| Weischau           | 080              | 15.01.1966 |                                   |
| Wörlsdorf          | 293              | 01.01.1975 |                                   |
| Zedersdorf         | 141              | 01.01.1971 |                                   |

### Einwohnerentwicklung
Im Zeitraum 1988 bis 2018 sank die Einwohnerzahl von 4865 auf 4696 um 169 bzw. um 3,5 %. Ein Höchststand wurde am 31. Dezember 1995 mit 5459 Einwohnern erreicht.

## Politik

### Gemeinderat
Der Gemeinderat hat seit den Kommunalwahlen 2020 16 Mitglieder, vier weniger als zuvor.
Die Kommunalwahl 2020 führte zu folgender Sitzverteilung im Gemeinderat (Vergleich zur Wahl 2014):
- CSU 5 Sitze (−3)
- SPD 5 Sitze (−2)
- Gemeinschaft Unabhängiger Bürger (GUB) 4 Sitze (−2)
- Junge Union 2 Sitze (+2)

### Bürgermeister
Erster Bürgermeister ist seit 2014 Michael Keilich (CSU), der 2020 einziger Kandidat war und im Amt bestätigt wurde.

### Wappen
|  | Blasonierung: „Geteilt von Blau und Silber; oben eine silberne Kirche in Seitenansicht mit roten Dächern, unten ein bewurzelter grüner Baum.“ |
|  | |

## Baudenkmäler
- Das ehemalige Kloster Sonnefeld mit der Klosterkirche
- Die Friedhofskirche St. Moritz
- Die Filialkirche St. Marien

## Verkehr

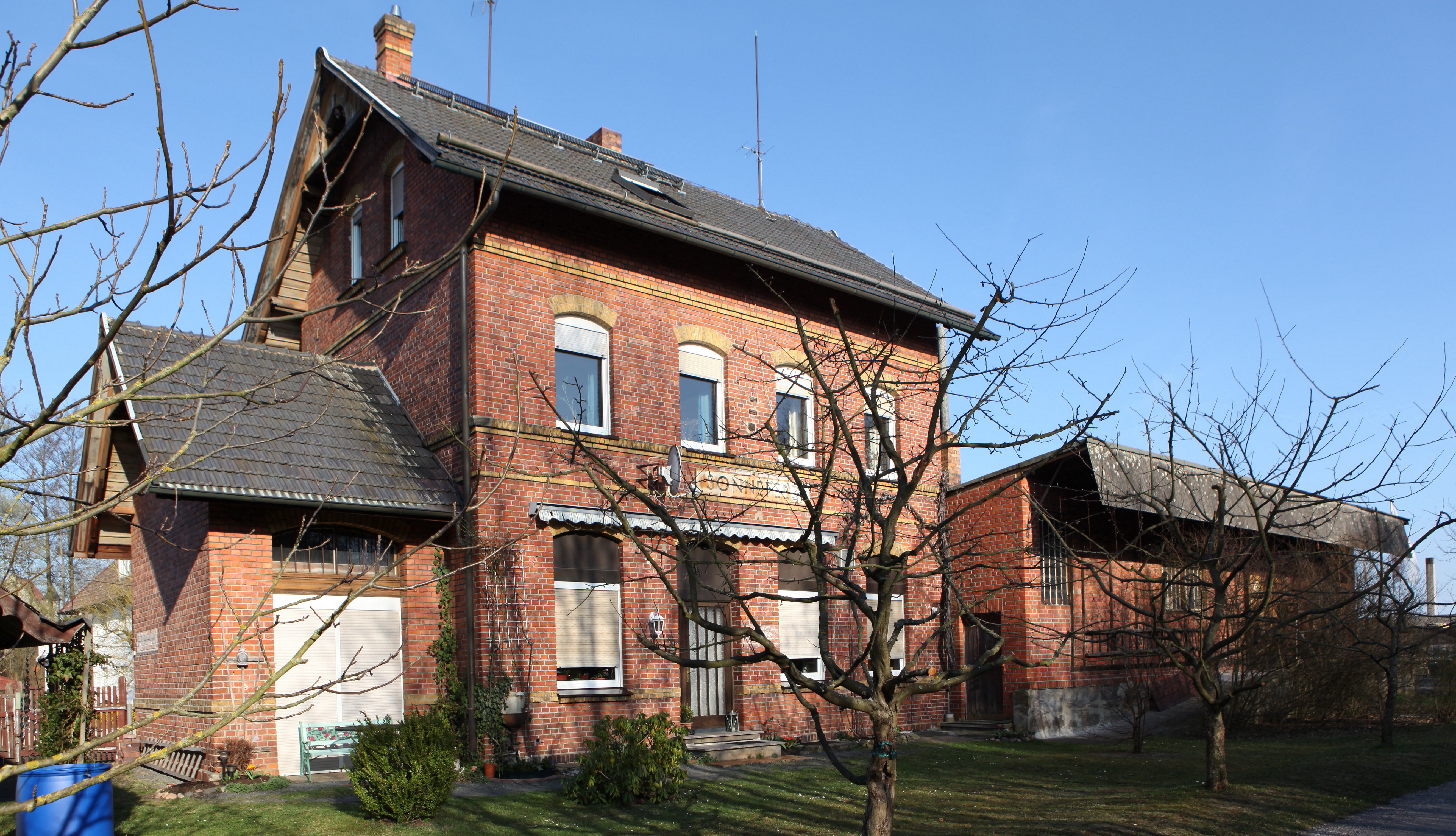
Ehemaliger Bahnhof Sonnefeld

Der Bahnhof Sonnefeld lag an der Bahnstrecke Ebersdorf b.Coburg–Neustadt b.Coburg, die inzwischen stillgelegt ist.
Sonnefeld ist mit den Regionalbussen der Omnibusverkehr Franken GmbH (OVF) erreichbar. Neben den Rufbussen nach Neustadt bei Coburg verkehrt hier die Linie 400 von Kronach über Weidhausen, Sonnefeld, Ebersdorf und Grub am Forst nach Coburg.
Montag bis Freitag und Samstag bis ca. 14:00 Uhr besteht etwa jede Stunde pro Richtung eine Verbindung. Samstag abend und sonntags/feiertags wird pro Richtung alle 120 Minuten gefahren.

## Söhne und Töchter der Stadt
- Johann Friedrich Eusebius Lotz (1771–1838), Jurist und Volkswirt
- Friedrich Ludwig (1872–1945), Ingenieur und Industrieller
- Georg Alexander Hansen (1904–1944), Widerstandskämpfer während des Zweiten Weltkriegs, Beteiligter des Aufstandes vom 20. Juli 1944

## Sonstiges
In Sonnefeld wird Itzgründisch gesprochen, ein mainfränkischer Dialekt.